# Stockland Bristol
Stockland Bristol is een civil parish in het bestuurlijke gebied Sedgemoor, in het Engelse graafschap Somerset met 165 inwoners.